# Odostomia nuciformis
Odostomia nuciformis är en snäckart som beskrevs av Carpenter 1864. Odostomia nuciformis ingår i släktet Odostomia och familjen Pyramidellidae. Inga underarter finns listade i Catalogue of Life.